# أرتورو فيرنانديز
أرتورو فيرنانديز ميزان (بالإسبانية: Arturo Fernández Meyzán)‏ (3 فبراير 1906 في سان فيسينتي دي كانييتي – 27 نوفمبر 1999 في ليما) لاعب كرة قدم بيروفي راحل كان يجيد اللعب في خط الدفاع. يعتبر أخ لاعب منتخب بيرو الشهير تيودورو فيرنانديز.
يعتبر فيرنانديز أحد أفضل المدافعين في تاريخ كرة القدم البيروفية حيث ظهر ضمن جيل ضم أخويه ريموندو وتوماس فيرنانديز ميزان.
درس في مدرسة هوالكارا الثانوية في مسقط رأسه سان فيسينتي دي كانييتي ثم انتسب في جامعة نويسترا سينورا دي غوادالوبي في العاصمة ليما.
بدأ مسيرته الرياضية في 1926 في نادي سيسليستا ليما حيث بقي فيه حتى انتقاله إلى نادي فيديريشن يونيفيرسيتاريا سنة 1934. قرر اعتزال اللعب في سنة 1940 واتجه إلى مهنة التدريب.
شارك مع منتخب بيرو في بطولة كأس العالم 1930 في الأوروغواي وفي بطولة أمريكا الجنوبية 1935، 1937، و1939 ودورة الألعاب الأولمبية 1936 في العاصمة الألمانية برلين.

## وصلات خارجية
- أرتورو فيرنانديز على موقع الاتحاد الدولي (مؤرشف)  (الإنجليزية)
- أرتورو فيرنانديز على موقع ناشيونال فوتبول تيمز (الإنجليزية)
- أرتورو فيرنانديز على موقع Soccerway.com (الإنجليزية)
- أرتورو فيرنانديز على موقع عالم كرة القدم.نت (الإنجليزية)
- أرتورو فيرنانديز على موقع أوليمبيديا (الإنجليزية)
- هذا السيرة الذاتية